# Sambuca di Sicilia
Sambuca di Sicilia é uma comuna italiana da região da Sicília, província de Agrigento, com cerca de 6.159 habitantes. Estende-se por uma área de 95 km², tendo uma densidade populacional de 65 hab/km². Faz fronteira com Bisacquino (PA), Caltabellotta, Contessa Entellina (PA), Giuliana (PA), Menfi, Santa Margherita di Belice, Sciacca.
Pertence à rede das Aldeias mais bonitas de Itália.

## Demografia
| Variação demográfica do município entre 1861 e 2011                               |
|                                                                                   |
| Fonte: Istituto Nazionale di Statistica (ISTAT) - Elaboração gráfica da Wikipedia |